# 德揚·文契奇
德揚·文契奇（1986年9月15日—）是一位斯洛文尼亞排球運動員。他現在效力於德國排球聯賽球隊VfB Friedrichshafen。他也代表斯洛文尼亞國家男子排球隊參賽。